# Vladimir Soria
Vladimir Soria (15 de juliol de 1964) és un exfutbolista bolivià.

## Selecció de Bolívia
Va formar part de l'equip bolivià a la Copa del Món de 1994.